# True Blood
True Blood is een Amerikaanse televisieserie gecreëerd en geproduceerd door Alan Ball, bekend van onder andere Six Feet Under en American Beauty. De reeks is gebaseerd op de boekenreeks The Southern Vampire Mysteries van Charlaine Harris. True Blood beslaat zeven seizoenen die oorspronkelijk werden uitgezonden van 2008 tot en met 2014. De serie werd zowel in 2009 als 2010 genomineerd voor de Golden Globe voor beste dramaserie.

## Geschiedenis
True Blood ging op 7 september 2008 in première in de Verenigde Staten, op de betaalzender HBO. De serie kreeg uitstekende recensies en bouwde een grote schare fans op. In Nederland en België was True Blood vanaf september 2009 te zien op Fox Life, met een paar maanden achterstand op de VS. In België was de serie vanaf 15 oktober 2010 ook te zien op Canvas en vanaf juli 2011 werd het derde seizoen uitgezonden op Acht. Op 25 december 2012 begon ook OP12 de serie uit te zenden.

## Verhaal
In True Blood wordt de wereld in een nabije toekomst getoond. Een Japans bedrijf is erin geslaagd om synthetisch bloed te maken dat voor vampieren dezelfde voedingswaarde heeft als menselijk bloed. Hierdoor hoeven ze niet meer op mensen te jagen en kunnen ze gewoon met mensen samenleven, al gaat dit nog niet altijd even goed. De serie draait om de levens van de telepathische serveerster Sookie Stackhouse (Anna Paquin) en de vampier Bill Compton (Stephen Moyer) in het fictieve stadje Bon Temps, Louisiana.
De serie is losjes gebaseerd op de "Southern Vampire Mysteries", een boekenserie geschreven door Charlaine Harris. Per seizoen wordt er meestal één boek gekozen, maar in de afleveringen doen ook elementen uit andere boeken hun intrede, worden personages uit de boeken eerder of juist later of juist helemaal niet gedood en worden personages geïntroduceerd die in de boeken niet voorkwamen.

### Seizoen 1
Gebaseerd op het boek Dead Until Dark, in het Nederlands Date met de Dood. De telepathische serveerster Sookie (Anna Paquin) ontmoet vampier Bill (Stephen Moyer) en krijgt een relatie met hem, maar de twee moeten de nodige moeilijkheden overwinnen die zich voordoen bij hun complexe combinatie. Sookie heeft al een slechte reputatie in het dorp vanwege de vreemde manoeuvres die ze maakt om te voorkomen dat iedereen van haar telepathie weet, en bovendien hebben de dorpelingen weinig op met vampiers. Ondertussen vindt er een serie moorden plaats, waarin telkens een vrouw overlijdt die dicht bij Sookies broer Jason Stackhouse (Ryan Kwanten) staat: eerst zijn onenightstand Maudette, daarna zijn vriendin Dawn, dan zijn grootmoeder Adele (Lois Smith), bij wie Sookie woont, en ten slotte zijn aan vampierbloed verslaafde vriendin Amy (Lizzy Caplan). Jason wordt door de politie gearresteerd voor de moorden en na de dood van Amy begint hij zelf te geloven dat hij de vrouwen onderbewust moet hebben gedood. Sookie ontdekt ondertussen dat een man die zijn zus vermoordde nadat zij seks had met een vampier, verdwenen is uit zijn geboorteplaats. Ze weet dan zeker dat deze man ook de huidige moordenaar is en via haar telepathie komt ze erachter dat deze man zich tegenwoordig voordoet als René Lenier (Michael Raymond-James), beste vriend van Jason en verloofde van haar collega Arlene (Carrie Preston).
Nadat ze concludeert dat haar grootmoeder in haar plaats stierf, omdat René háár had willen vermoorden, komt René achter haar aan. Geholpen door haar baas Sam (Sam Trammell), een gedaanteverwisselaar met een zwak voor Sookie, doodt ze René als ze zichzelf verdedigt en Jason komt vrij.
Het seizoen heeft meerdere subplots. Sookies opvliegende beste vriendin, Tara Thornton (Rutina Wesley), heeft het moeilijk met haar alcoholistische moeder Lettie Mae (Adina Porter). Lettie, die Tara mishandelt, is ervan overtuigd dat ze bezeten is door een demon en laat zich uiteindelijk behandelen door een mysterieuze geestenuitdrijver in het bos, Miss Jeanette (Aisha Hinds). Lettie Mae knapt zienderogen op en wordt een wedergeboren christen, maar Tara ontdekt dat Miss Jeanette een verklede apothekersassistente in geldnood was. Tara vindt steun bij haar homoseksuele neef Lafayette (Nelsan Ellis), maar belandt in de gevangenis na rijden onder invloed. Daar ontmoet ze een welvarende "maatschappelijk werkster", Maryann Forrester (Michelle Forbes), die Tara bij haar thuis laat wonen. Daar leert Tara een aantrekkelijke lotgenoot, Benedict "Eggs" Talley (Mehcad Brooks) kennen.
In een ander subplot wordt de vampier-sheriff van Bills district geïntroduceerd: de eeuwenoude Viking Eric Northman (Alexander Skarsgård). Eric, de eigenaar van de erotische vampierbar Fangtasia, is sterk geïntrigeerd door Sookies gaven en gebruikt haar telepathie om een dief in zijn bar te ontmaskeren. Als deze dief, ook een vampier, Sookie aanvalt, doodt Bill hem. Een vampierrechter draagt Bill hierom op om een nieuwe vampier te maken: hiervoor wordt hem een tienermeisje uit een streng christelijk gezin, Jessica Hamby (Deborah Ann Woll) toegewezen. Jessica verandert na haar transformatie in een wilde en oncontroleerbare vampierpuber en Bill heeft grote moeite haar onder de duim te houden en haar alle vampierregels te leren.

### Seizoen 2
Gebaseerd op het tweede boek, "Living Dead in Dallas". Dit seizoen had meerdere plots. Jason, Sookies broer, sluit zich aan bij de Fellowship of the Sun, een radicale kerkgemeenschap die zich inzet op de totale uitroeiing van vampiers. De kerk wordt geleid door dominee Steve Newlin (Michael McMillian) en zijn vrouw Sarah (Anna Camp). Als lid van de Fellowship wordt Jason naar een speciaal paramilitair trainingskamp gestuurd, waar hem alles wordt geleerd over het bestrijden en effectief doden van vampiers. Steve, onder de indruk van Jasons fysieke talent, en Sarah, onder de indruk van Jasons uiterlijk, indoctrineren Jason volledig. Ondertussen roept vampiersheriff Eric de hulp van Bill en Sookie in. De vampiersheriff van Dallas, de tweeduizend jaar oude Godric (Allan Hyde), is verdwenen en dient terug te worden gevonden, waarbij Eric opnieuw gebruik hoopt te maken van Sookies telepathische krachten. Nadat de vampiers in Dallas het vermoeden uitspreken dat Godric door de Fellowship of the Sun ontvoerd is, besluit Sookie te infiltreren in de Fellowship, samen met een menselijke bondgenoot, Hugo. Maar wanneer Sookie en Hugo de kerk betreden, heeft dominee Newlin hen direct door en laat hun opsluiten in een kerker. Zo komt Sookie er ook achter dat de Fellowship Godric gevangen houdt en dat ze van plan zijn hem aan de zon bloot te stellen zodat hij zal sterven. Sookie probeert Bills hulp in te roepen, maar Bill wordt tegengehouden door zijn sadistische maker, Lorena (Mariana Klaveno). Uiteindelijk wordt Sookie gered door Godric, die ontsnapt en de andere vampiers tegenhoudt als zij alle leden van de Fellowship willen vermoorden. Godric legt uit dat hij genoeg had van het leven en vrede wenste te stichten, maar ziet in dat zijn acties niet effectief waren. Jason verlaat de Fellowship, maar de groepering pleegt een bomaanslag op Godrics huis waarin enkele vampiers omkomen. Godric pleegt niet veel later zelfmoord door in de zon te gaan staan.
Ondertussen wordt Bon Temps in de greep gehouden door de moord op geestenuitdrijver Miss Jeanette, die dood werd gevonden met een uitgesneden hart. Tara raakt ondertussen steeds meer onder de invloed van haar "maatschappelijk werker", Maryann. Als Sookie Tara vraagt bij haar te komen wonen, komen Maryann, haar assistent en Eggs er ook wonen. Maryann manipuleert de relatie van Eggs en Tara door een vreemdsoortige magische overheersing. Sookies baas Sam Merlotte, de gedaanteverwisselaar, lijkt Maryann te kennen maar wil niks meer met haar te maken hebben. Hij neemt de charmante maar onhandige Daphne Landry (Ashley Jones) aan als een nieuwe serveerster in zijn bar en komt er al snel achter dat ook zij een gedaanteverwisselaar is. Wat hij niet weet is dat Daphne door Maryann gestuurd is om Sam in de val te lokken: Daphne leidt Sam naar een groot kampvuur waar gehypnotiseerde dorpsbewoners ronddansen en onder Maryanns invloed Sams hart uit willen snijden als offer. Sam ontsnapt en Maryann vermoordt Daphne. Maryann breidt haar mysterieuze invloed uit over de gehele bevolking van Bon Temps, waardoor iedereen zwarte ogen krijgt, zich niet meer bewust is van zijn acties en alles doet wat Maryann zegt. Zo ontstaan er chaotische orgieën met wilde seks tussen alle dorpsbewoners en zit iedereen achter Sam aan. Sookie komt terug uit Dallas en ziet hoe Maryann haar huis heeft geruïneerd. Bill concludeert dat zij een maenade is, een Grieks bovennatuurlijk schepsel dat andere bovennatuurlijken offert voor haar god, Dionysos. Bill en Sam maken een plan om Maryann te verslaan. Nadat Maryann een mes in Sams hart laat steken, transformeert Sam in een stier, wat Maryann doet geloven dat Dionysos naar de aarde is teruggekeerd, waardoor ze haar onsterfelijkheid verliest. Sam slaagt er vervolgens in haar te doden.

### Seizoen 3
Gebaseerd op het boek "Club Dead". Eggs denkt dat hij Miss Jeanette en Daphne heeft vermoord, maar Sookie weet dat Maryann dat heeft gedaan. Toch komen ze erachter dat Maryann Eggs hypnotiseerde en hem het liet doen. Eggs voelt zich zo schuldig dat hij met het moordwapen naar agent Andy Bellefleur stapt. Jason denkt dat hij de sheriff bedreigt en schiet hem dood. Nu de liefde van haar leven dood is schiet Tara in een depressie en poogt zelfmoord. Bill wordt ontvoerd door de vampierkoning van Mississippi, Russel Edgington (Denis O'Hare), nadat hij Sookie een huwelijksaanzoek heeft gedaan. Sookie spoort hem op met de hulp van weerwolf Alcide (Joe Manganiello) en redt hem. Sookie ontdekt dat ze een fee is en daardoor extreem aantrekkelijk voor vampiers, die met haar bloed in de zon kunnen lopen. Zo ontdekt ze ook dat Bill gestuurd was door vampierkoningin Sophie-Anne Leclerq (Evan Rachel Wood) om haar de zijne te maken. Om dit bedrog maakt ze het uit met Bill.
Tara wordt ontvoerd door een psychotische vampier, Franklin, waardoor ze nog getraumatiseerder wordt en bovendien extreem angstig voor vampiers. Lafayette krijgt een relatie met een medewerker in het verpleeghuis waar zijn schizofrene moeder zit, maar deze medewerker, Jesus, blijkt een Zuid-Amerikaanse heks te zijn. Jason raakt geïntrigeerd door een mysterieus meisje, Crystal, die in een vreemde commune woont waar iedereen er armoedig bijloopt en waar Crystal gedwongen wordt te trouwen met haar halfbroer. De commune blijkt te bestaan uit weer-panters. Bill is verdrietig over de beëindiging van zijn relatie met Sookie, maar bezweert iedereen te doden die weet van Sookies feeën-achtergrond. Hij begraaft Russell Edgington en Eric in sneldrogend cement, hoewel Eric ontsnapt, en nodigt koningin Sophie-Anne uit bij hem thuis voor een gevecht tot de dood. Bills zelfgemaakte vampier Jessica heeft moeite met het vampierschap en onderhoudt een liefdesrelatie met de 28-jarige boerenjongen Hoyt, wiens moeder erg op de relatie tegen is. Sookie ontmoet op het kerkhof andere feeën en wordt naar hun wereld getransporteerd.

### Seizoen 4
Losjes gebaseerd op het boek Dead to the World. Sookie komt aan in de feeënwereld, waar niets is wat het lijkt, en ontsnapt al snel met hulp van Claude (Gilles Matthey), de broer van haar petemoei-fee Claudine. Terug in de mensenwereld komt Sookie erachter dat er een jaar is verstreken en dat Eric haar huis nu bezit. Ook is haar broer Jason politieagent geworden en is Bill gepromoveerd tot Koning van Louisiana, nadat hij de vorige Koningin Sophie-Anne in een val leidde. Tara, die verhuisd was naar New Orleans waar ze een lesbische relatie had met Naomi (Vendette Lim), keert terug naar Bon Temps om Sookie te begroeten. Bill komt erachter dat er een groep heksen in Shreveport is die doden tot leven kunnen wekken. Hij stuurt Eric achter hen aan, maar de leider van de heksen, Marnie Stonebrook (Fiona Shaw) wordt overgenomen door de geest van heks Antonia (Paola Turbay) en doet Eric zijn geheugen verliezen. De geheugenloze Eric wordt in huis genomen door Sookie, die langzaamaan een liefdevolle relatie met hem opbouwt nu hij een heel ander persoon is. De heksen worden alsmaar sterker en weten Lafayette, zijn vriend Jesus en Tara tot hen te voegen, zodat ze ten slotte een spreuk kunnen uitspreken die alle vampiers in de zon moet drijven. De spreuk mislukt doordat Bill zijn onderdanen erop voorbereidt en een kort gevecht tussen heksen en vampiers vindt plaats, maar kort daarop vallen de heksen een belangrijk vampier-PR-event binnen. Eric krijgt zijn geheugen terug. De vampiers besluiten het Moon Goddess Emporium, waar de heksen zich schuilhouden, op te blazen. Sookie gaat samen met Jesus, Jason en Lafayette eropuit om dit te stoppen, aangezien Tara en andere onschuldige sympathisanten zich ook in het Emporium bevinden. Dankzij Jesus' spreuken en Sookies feeënkrachten wordt Marnie's magie verbroken en wordt Antonia van haar losgemaakt, zodat Marnie geen macht over de vampiers meer heeft. Zij elimineren haar snel, maar Marnie keert terug als een geest en neemt Lafayette over. Ze steelt Jesus' magie door hem ritueel te doden en zet Eric en Bill op de brandstapel, maar Sookie, geholpen door heks Holly, weet haar te stoppen, waarna Marnie's geest uiteindelijk "rust" vindt.
Sam krijgt een relatie met gedaanteverwisselaar Luna (Janina Gavankar), maar zijn broertje Tommy vermoeilijkt alles. Bovendien zit Luna's jaloerse ex, weerwolf Marcus, ook achter Sam aan. Tommy verkrijgt de kracht om in andere mensen te veranderen na het doden van zijn moeder, en neemt Sams plaats in, waarna Marcus en zijn onderdanen Tommy in elkaar slaan. Tommy sterft en Sam, geholpen door Sookies weerwolf-vriend Alcide, neemt wraak op Marcus door hem ook te doden. Alcide komt er dan achter dat Debbie, zijn ex die nu weer zijn vriendin was, iets met Marcus had en verbant haar uit zijn leven. Debbie geeft Sookie hier de schuld van en probeert haar dood te schieten; ze raakt Tara, waarna Sookie haar in woede door het hoofd schiet. Nationale vampier-woordvoerder Nan Flanagan wordt ontslagen door "The Authority" en probeert een rebellie tegen hen te starten, maar Eric en Bill rammen een staak in haar hart.

### Seizoen 5
In dit seizoen komen Jason en Sookie meer te weten over de moordenaar van hun ouders (een vampier genaamd Warlow) en je leert meer over feeën.  Ook verandert Tara in een vampier (dankzij Pam met wie ze later een relatie begint) en wordt Debbie Pelt door Sookie vermoord. Ondertussen worden Bill en Eric gevangengenomen door de Vampier Autoriteit. Nora (Lucy Griffiths), de "zus" van Eric, blijkt lid te zijn van de Autoriteit en helpt Bill en Eric om te ontsnappen. Op zoek naar Marcus gaat de weerwolfpack achter Sam aan. Jessica geniet van haar vrijheid door te feesten. Jason wordt bezocht door de nieuwe vampier Steve Newlin en Terry's PTSS wordt ontstoken door Patrick Devins (Scott Foley), een oude vriend uit de oorlog in Irak. Ook duikt Alcide op bij Sookie om haar te waarschuwen voor de ontsnapte Russell Edgington. Sookie maakt haar huis veilig. Eric en Bill worden vrijgelaten als ze beloven Russell te vermoorden. Hierbij zoeken ze Sookies hulp die op dat moment dronken is met Alcide. Dankzij Alcide en Sookie wordt Russell naar de Vampier Autoriteit gebracht. Bill leeft helemaal op in de religie van Lilith (die volgens de legende de eerste vampier was) en  wordt lid van de Autoriteit. 
Eric weet door een list samen met Nora te ontsnappen en vermoorden dit keer echt Russell. Eric, Sookie, Tara, Nora en Jason gaan naar de Autoriteit om aan hen een einde te maken en Pam te redden die inmiddels gevangen is genomen. Het seizoen eindigt met Eric en Sookie die Bill proberen te redden, maar Bill verandert in 'Lilith' (een soort god).

### Seizoen 6
In het begin van seizoen 6, keert Bill terug van de dood als een nieuwe soort vampier. Inmiddels heeft Truman Burrell (Arliss Howard), de gouverneur van Louisiana, de oorlog verklaard aan de vampiers. Alle vampiers worden nu streng gecontroleerd en er is een sterke nood aan synthetisch bloed. Jason ontmoet een vreemde man (Rutger Hauer) die onthult dat hij Niall Brignant is, de koning van de feeën. Hij is al een zeer lange tijd op jacht naar Warlow die verantwoordelijk is voor de dood van Nialls familie. Dankzij Niall ontdekt Sookie meer over haar krachten en waarom Warlow haar wil: ze is namelijk de prinses van de feeën wat haar bloed zeer verleidelijk maakt voor de vampiers. Later ontmoet Sookie de vreemdeling, Ben (Robert Kazinsky), die ook een fee is als zij. Luna (Janina Gavankar) sterft in het begin van seizoen 6 waardoor Sam nu verantwoordelijk is voor haar dochter Emma maar de weerwolven (waarvan Alcide nu de leider is) pakken Emma weg van Sam omdat zij vinden dat Emma beter bij haar soort kan zijn. Sam ontmoet ook Nicole Wright (Jurnee Smollett), een activiste die vrede wil tussen vampiers en mensen; ze weet van het bestaan van weerwolven en gedaantewisselaars (zoals Sam) en ze wil hem helpen. Er wordt ook nieuwe informatie onthuld over Warlow: hij is het "kind" van Lilith en dus een van de eerste vampiers. Bill heeft een aantal nieuwe krachten, zo krijgt hij nu visioenen en kan hij praten met Lilith die wil dat Bill de vampiers redt van hun ondergang. Doordat Ben Jason genas met zijn bloed (hij is half vampier en fee), kreeg Jason romantische gevoelens voor hem. Hij vertelde dit alles aan Niall en samen kwamen ze erachter dat Ben Warlow is. Sookie komt hier ook achter en probeert hem te verleiden zodat ze hem makkelijker kan uitschakelen. Ondertussen geraakt Bill gefascineerd door de dochters van Andy die eigenlijk feeën zijn. Doordat ze feeën zijn groeien ze in enkele dagen al tot volwassenen. Bill wil Andy's dochters in zijn handen krijgen om zo een nieuwe soort synthetisch bloed te maken maar dan op basis van het bloed van feeën. Jessica hielp hem hierbij door de feeën uit te nodigen, voor een 'feestje' bij hun thuis. Ondertussen ontvoert Eric Willa (Amelia Rose Blaire), de dochter van de gouverneur om zo de gouverneur op andere gedachten te brengen. Willa steunt haar vaders acties niet en wil de vampiers helpen. Eric verandert haar in een vampier als een actie tegen de gouverneur.
Sarah Newlin (Anna Camp) keert terug en zit nu in de politiek. Ze heeft een relatie met Truman. Haar ex-man, Steve (Michael McMillian) wordt opgesloten in een strafkamp voor vampiers waar er geëxperimenteerd wordt op de gevangenen. Later worden ook Pam en Nora opgesloten in het kamp. Om hen te redden, geven Eric en Tara zich vrijwillig op en worden ook zij in het kamp opgesloten. Jessica wordt later gearresteerd voor de moord van Andy's dochters, toch heeft 1 dochter het overleefd. Sookie ontdekt via Warlow dat haar ouders haar hebben geprobeerd te doden maar Warlow heeft haar toen gered door haar ouders te doden. Later wordt Lafayette bezeten door de geest van Sookies vader die haar opnieuw probeert te vermoorden.  Op aandringen van Nicole, sluit Sam een akkoord met Martha (Dale Dickey), de grootmoeder van Emma die ook een weerwolf is. Martha heeft alle banden met haar roedel gebroken en wil graag voor Emma zorgen. Sam ziet in dat Emma veiliger zal zijn bij haar familie dan bij hem. Bill heeft eindelijk een manier gevonden om overdag buiten te komen via het bloed van Warlow. Hij vermoordt Truman. Terry, uit angst dat hij zijn familie zal verliezen als men ontdekt dat hij Patrick heeft vermoord, sluit een akkoord met een oude vriend om hem te helpen zelfmoord te plegen. Arlene die aanvoelt dat er iets mis is met Terry, vraagt hulp aan Holly. Terry wordt neergeschoten op de parking van Merlotte's en sterft in de armen van Arlene. Ondertussen heeft Jason zich geïnfiltreerd in het kamp om Jessica te redden. Jessica ontmoet James (Luke Grimes) die in opstand komt tegen het beleid van het kamp. Nora wordt geïnfecteerd met een ziekte die dodelijk is voor vampiers. Met de hulp van Willa, proberen Eric en Nora te ontsnappen. Eric gaat naar Bill en vraagt hem om Nora te helpen. Nora weigert om Bills bloed te drinken en sterft. Bill vraagt aan Sookie om Warlow te proberen overtuigen om hem te helpen in zijn plan. Nu dat Truman dood is, neemt Sarah zijn werk over. Ze laat Jason opsluiten bij de vampiers. Hij geraakt in het "bezit" van Violet (Karolina Wydra), een vampier die de rol van leider vervult in het kamp. De bewoners van Bon Temps troosten Arlene. Lafayette en Sookie ontdekken dat Terry een levensverzekering had afgesloten, enkele dagen voor zijn dood. Nicole en haar moeder worden gevangengenomen door de weerwolven. Alcide weigert echter hen te doden en krijgt weerstand van de roedel. Later bevrijdt hij hen en brengt hij ze terug naar Sam. Warlow wil Sookie helpen maar op 1 voorwaarde: ze moet in een vampier veranderen en eeuwig de zijne worden. Eric voelt zich verraden door Bill en beslist op zijn eigen houtje de andere vampiers te bevrijden. Voordat Sookie ingaat op Warlows voorstel, gaat Sookie naar Sam. Ze vertelt hem dat ze altijd het idee had dat ze ooit een koppel zouden worden. Sam vertelt haar dat Nicole zwanger is van hem. Sookie beseft nu dat niets haar meer tegenhoudt om in een vampier te veranderen. Jessica, James, Steve, Pam, Willa, Violet en Tara belanden in de kamer waar ze volgens Bills visioen allemaal zullen sterven. Bill en Sookie ontdekken dat Eric van Warlows bloed heeft gedronken en nu dus ook in het daglicht kan leven. Eric kan alle vampiers (en Jason) bevrijden uit het kamp en dankzij het bloed van Bill kunnen de vampiers (behalve Steve Newlin die sterft) ook in het daglicht overleven. Jason kan Sarah overmeesteren maar laat haar leven. Eric vertrekt naar onbekende oorden. Warlow laat eindelijk zijn donkere kant zien aan Sookie. Hij probeert haar tegen haar wil in een vampier te veranderen. Jason en Niall (die nu terug is) kunnen hem overmeesteren en ze doden hem. Door Warlow's dood kunnen de vampiers niet langer in het daglicht leven. 6 maanden later, is Sam verkozen tot de nieuwe burgemeester van Bon Temps; er is nu vrede tussen de vampiers en de mensen; Bill is terug zijn oude zelf; Alcide en Sookie zijn een koppel en Arlene heeft "Merlotte's" overgenomen en de naam veranderd naar "Bellefleur's." Er is een groot feest op het einde waarop Tara en haar moeder zich herenigen. Niemand is er echter van bewust dat een aantal wilde vampiers arriveren in Bon Temps.

### Seizoen 7
In het laatste seizoen moeten de inwoners van Bon Temps afrekenen met enkele wilde vampiers die geïnfecteerd zijn met het dodelijke "Hep-V" virus. Tijdens het grote feest in "Bellefleur's" wordt Bon Temps aangevallen. Verschillende mensen (zoals Arlene, Holly en een hoogzwangere Nicole) worden gevangengenomen en ook enkele vampiers sterven tijdens het gevecht (zoals Tara). De inwoners zijn woedend en steken de schuld op Sookie. Uit schuldgevoelens, beslist Sookie een plan te beramen om Arlene en de anderen te redden. De inwoners van Bon Temps keren zich tegen hun burgemeester, Sam Merlotte, wiens ware krachten als een gedaantewisselaar voor heel de stad wordt onthuld en ook andere bovennatuurlijke wezens moeten eraan geloven. Sookie en Bill zetten een val voor de geïnfecteerde vampiers maar dan ontstaat er een schietgevecht waarbij Alcide sterft. Holly weet te ontsnappen en nadat Sookie haar gedachten leest, komt ze te weten dat ze gevangen werd gehouden met de anderen in "Fangtasia." Inmiddels slaagt Pam erin om Eric terug te vinden in Frankrijk. Eric blijkt "Hep-V" te hebben en is stervende. Pam kan hem overtuigen om met haar naar Dallas te gaan om daar naar Sarah Newlin te zoeken om wraak op haar te nemen. Ze maken echter een tussenstop in Bon Temps waar Eric (tot ongenoegen van Pam) Sookie en de anderen beslist te helpen. Er ontstaat een groot gevecht in "Fangtasia" waarbij alle geïnfecteerde vampiers worden verslagen. Arlene is erg aan toe maar met de hulp van de vampier Keith (Riley Smith) herstelt ze opnieuw.
Om de goede afloop te vieren beslissen de inwoners van Bon Temps een groot feest te vieren in Sookie's huis. Sookie neemt op haar manier afscheid van Alcide met de hulp van zijn vader, Jackson (Robert Patrick). Jessica ontdekt dat haar vriend James (Nathan Parsons) haar bedriegt met Lafayette. Ze zoekt troost bij Jason en ze hebben seks maar Violet, Jason's nieuwe vriendin, ontdekt dit en wil wraak nemen. Eric en Pam slagen erin om Sarah Newlin terug te vinden maar ze kan opnieuw ontsnappen. Eric en Pam worden gevangengenomen door Mr. Gus (Will Yun Lee), de eigenaar van "Yakonomo Corporation" en de bedenker van het synthetische bloed ("True Blood"), die ook achter Sarah Newlin aan zit. Eric, Pam en Mr. Gus beslissen samen te werken om Sarah Newlin terug te vinden. Ze ontdekken dat er een tegengif was tegen "Hep-V" en het in Sarah's bloed zit. Eric drinkt van Sarah's bloed en wordt genezen. Mr. Gus wil van Sarah's bloed een nieuwe drank maken voor de vampiers. Ondertussen ontdekt Sookie dat ze per ongeluk Bill "Hep-V" heeft gegeven. Lettie Mae (Adina Porter),  wordt inmiddels geplaagd door visioenen van Tara's geest die haar iets probeert te vertellen. Enkel het bloed van een vampier laat haar contact nemen met de geest van Tara. Haar man (Gregg Daniel), de priester van Bon Temps, gelooft haar niet. Lettie Mae zoekt hulp bij Lafayette die haar eerst ook niet gelooft maar uiteindelijk ook contact maakt met de geest van Tara. Violet ontvoert Adilyn Bellefleur (Bailey Noble), de dochter van Andy, en Wade (Noah Matthews), de zoon van Holly. Andy vraagt hulp aan Jessica. Hoyt (Jim Parrack) keert terug naar Bon Temps samen met zijn nieuwe vriendin, Bridgette (Ashley Hinshaw) nadat hij het nieuws kreeg dat zijn moeder was overleden. Jason raakt meteen in de ban van Bridgette maar beslist geen avances te maken. Violet neemt Jason gevangen samen met Jessica, Adilyn en Wade maar wordt uiteindelijk gedood door Hoyt die hen te hulp schiet. Al snel blijkt dat er nog steeds gevoelens zijn tussen Hoyt en Jessica. Lafayette, Lettie Mae en priester Daniels, onder invloed van vampierbloed, spreken met Tara. Lettie Mae kan uiteindelijk Tara loslaten nadat haar dochter haar vergeeft voor alle slechte dingen die ze eerder had gedaan. Sookie roept hulp in van Niall (Rutger Hauer) om Bill te genezen maar ook hij kan niks doen. Sookie en Bill hernemen opnieuw hun relatie en dan ontdekt Sookie, via Eric, dat er een tegengif is voor "Hep-V." Bill, die geplaagd wordt door zijn verleden, weigert het tegengif in te nemen en neemt vrede in zijn lot tot groot ongenoegen van Sookie en Jessica. Bill onthuld aan Eric dat zijn dood de enige manier is voor Sookie om een normaal leven te kunnen leiden. Jessica en Hoyt herenigen zich waarna Bridgette troost zoekt bij Jason. Arlene vindt opnieuw de liefde bij vampier Keith. Andy en Holly beslissen te trouwen. Sam verlaat Bon Temps samen met Nicole die vindt dat Bon Temps geen veilig plek is om hun ongeboren kind op te voeden. Als een laatste verzoek voor Bill, beslissen Jessica en Hoyt te trouwen. Arlene, Sookie, Jason, Andy en Holly zijn te gast op het huwelijk. Bill vraagt aan Sookie om hem te helpen een einde te maken aan zijn leven. Uiteindelijk gaat ze in op Bill's verzoek en doodt Sookie Bill als een laatste teken van hun liefde. Inmiddels verzetten Eric en Pam zich tegen Mr. Gus en slagen ze erin om hem te verslaan. In de enkele jaren die verstrijken wordt onthuld dat Eric en Pam het bloed van Sarah op de mark brengen als "New Blood" waardoor ze schatrijk worden; Sarah Newlin spendeert de rest van haar leven in de kerkers van "Fangtasia" geplaagd door de geest van Steve Newlin (Michael McMillian); Jason trouwt met Bridgette en krijgt 3 kinderen met haar; Sookie vindt opnieuw de liefde en verwacht haar eerste kind. De serie eindigt met een groot feestmaal bij Sookie's huis waar onder meer Lafayette, James, Andy, Holly, Adilyn, Wade, Jason, Bridgette, Sam, Nicole, Arlene, Keith, Willa, Hoyt en Jessica te gast zijn.

## Productie

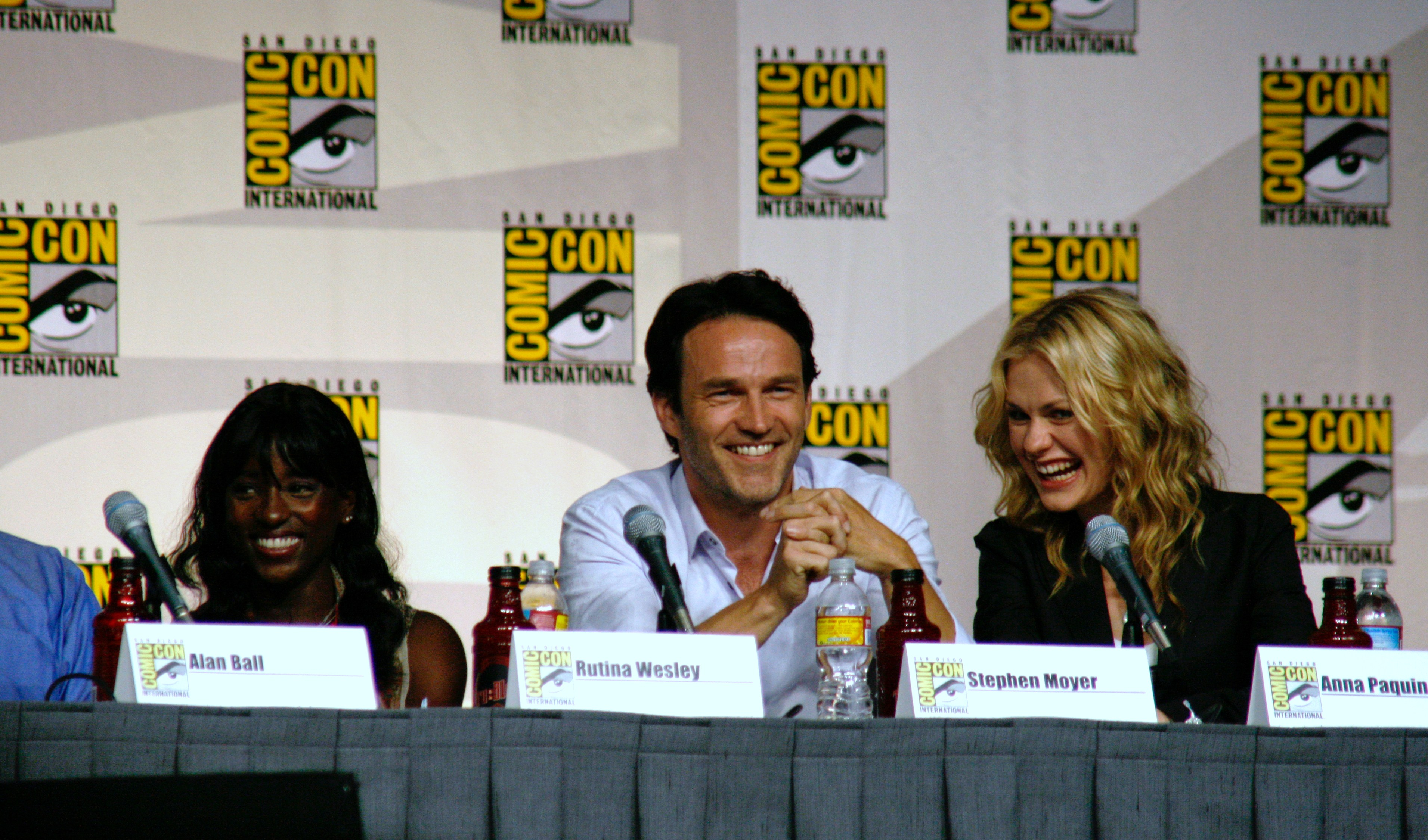
Rutina Wesley, Stephen Moyer en Anna Paquin

Alan Ball had eerder samengewerkt met HBO aan de serie Six Feet Under. Deze serie leverde Ball een 12-jarig contract bij HBO op. True Blood was de eerste serie die hij vanwege dit contract voor HBO bedacht. De serie werd geïntroduceerd met een pilotaflevering van 1 uur. De serie sloeg aan, maar de productie van het eerste seizoen liep vertraging op door de staking van de Writers Guild of America in 2008-2009.
De intro van de serie werd gemaakt door Digital Kitchen. De muziek is grotendeels gecomponeerd door Gary Calamar en Nathan Barr.
De serie werd grotendeels aangeprezen met virale marketing. Zo werd onder andere reclame gemaakt op facebook.

## Rolverdeling
| Anna Paquin                                        | Sookie Stackhouse        | Hoofdrol | Hoofdrol | Hoofdrol | Hoofdrol | Hoofdrol | Hoofdrol | Hoofdrol |          |          |          |          |
| Stephen Moyer                                      | Bill Compton             | Hoofdrol | Hoofdrol | Hoofdrol | Hoofdrol | Hoofdrol | Hoofdrol | Hoofdrol |          |          |          |          |
| Sam Trammell                                       | Sam Merlotte             | Hoofdrol | Hoofdrol | Hoofdrol | Hoofdrol | Hoofdrol | Hoofdrol | Hoofdrol |          |          |          |          |
| Ryan Kwanten                                       | Jason Stackhouse         | Hoofdrol | Hoofdrol | Hoofdrol | Hoofdrol | Hoofdrol | Hoofdrol | Hoofdrol |          |          |          |          |
| Rutina Wesley                                      | Tara Thornton            | Hoofdrol | Hoofdrol | Hoofdrol | Hoofdrol | Hoofdrol | Hoofdrol | Hoofdrol |          |          |          |          |
| Alexander Skarsgård                                | Eric Northman            | Hoofdrol | Hoofdrol | Hoofdrol | Hoofdrol | Hoofdrol | Hoofdrol | Hoofdrol |          |          |          |          |
| Nelsan Ellis                                       | Lafayette Reynolds       | Hoofdrol | Hoofdrol | Hoofdrol | Hoofdrol | Hoofdrol | Hoofdrol | Hoofdrol |          |          |          |          |
| Chris Bauer                                        | Andy Bellefleur          | Hoofdrol | Hoofdrol | Hoofdrol | Hoofdrol | Hoofdrol | Hoofdrol | Hoofdrol |          |          |          |          |
| Jim Parrack                                        | Hoyt Fortenberry         | Hoofdrol | Hoofdrol | Hoofdrol | Hoofdrol | Hoofdrol |          | Hoofdrol | Hoofdrol | Hoofdrol | Hoofdrol | Hoofdrol |
| Adina Porter                                       | Lettie Mae Daniels       | Hoofdrol | Gastrol  | Gastrol  | Gastrol  | Gastrol  | Gastrol  | Hoofdrol |          |          |          |          |
| Carrie Preston                                     | Arlene Fowler Bellefleur | Hoofdrol | Hoofdrol | Hoofdrol | Hoofdrol | Hoofdrol | Hoofdrol | Hoofdrol |          |          |          |          |
| Michael Raymond-James                              | Rene Lenier              | Hoofdrol |          | Gastrol  | Gastrol  |          |          |          |          |          |          |          |
| William Sanderson                                  | Bud Dearborne            | Hoofdrol | Hoofdrol | Hoofdrol |          | Gastrol  |          |          |          |          |          |          |
| Lynn Collins                                       | Dawn Green               | Hoofdrol |          |          |          |          |          |          |          |          |          |          |
| Lizzy Caplan                                       | Amy Burley               | Hoofdrol |          |          |          |          |          |          |          |          |          |          |
| Lois Smith                                         | Adele Stackhouse         | Hoofdrol |          |          | Gastrol  |          |          | Gastrol  |          |          |          |          |
| Stephen Root                                       | Eddie Fournier           | Hoofdrol | Gastrol  |          |          |          |          |          |          |          |          |          |
| Kristin Bauer van Straten                          | Pam Swynford de Beaufort | Gastrol  | Gastrol  | Hoofdrol | Hoofdrol | Hoofdrol | Hoofdrol | Hoofdrol |          |          |          |          |
| Mehcad Brooks                                      | "Eggs" Benedict Talley   | Gastrol  | Hoofdrol |          |          |          |          |          |          |          |          |          |
| Tara Buck                                          | Ginger                   | Gastrol  | Gastrol  | Gastrol  | Gastrol  | Gastrol  | Gastrol  | Hoofdrol |          |          |          |          |
| Michelle Forbes                                    | Maryann Forrester        | Gastrol  | Hoofdrol |          |          |          |          |          |          |          |          |          |
| Mariana Klaveno                                    | Lorena Krasiki           | Gastrol  | Hoofdrol | Hoofdrol |          | Gastrol  |          |          |          |          |          |          |
| Todd Lowe                                          | Terry Bellefleur         | Gastrol  | Hoofdrol | Hoofdrol | Hoofdrol | Hoofdrol | Hoofdrol | Gastrol  |          |          |          |          |
| Michael McMillian                                  | Reverend Steve Newlin    | Gastrol  | Hoofdrol | Gastrol  | Gastrol  | Hoofdrol | Hoofdrol | Gastrol  |          |          |          |          |
| Jessica Tuck                                       | Nan Flanagan             | Gastrol  | Gastrol  | Gastrol  | Hoofdrol |          |          | Gastrol  |          |          |          |          |
| Deborah Ann Woll                                   | Jessica Hamby            | Gastrol  | Hoofdrol | Hoofdrol | Hoofdrol | Hoofdrol | Hoofdrol | Hoofdrol |          |          |          |          |
| Anna Camp                                          | Sarah Newlin             |          | Hoofdrol |          |          |          | Hoofdrol | Hoofdrol |          |          |          |          |
| Kevin Alejandro                                    | Jesus Velasquez          |          |          | Hoofdrol | Hoofdrol | Gastrol  |          |          |          |          |          |          |
| Marshall Allman                                    | Tommy Mickens            |          |          | Hoofdrol | Hoofdrol |          |          |          |          |          |          |          |
| Denis O'Hare                                       | Russell Edgington        |          |          | Hoofdrol |          | Hoofdrol |          |          |          |          |          |          |
| Lindsay Pulsipher                                  | Crystal Norris           |          |          | Hoofdrol | Gastrol  |          |          |          |          |          |          |          |
| Lauren Bowles                                      | Holly Cleary             |          |          | Gastrol  | Hoofdrol | Hoofdrol | Hoofdrol | Hoofdrol |          |          |          |          |
| Gregg Daniel                                       | Reverend Daniels         |          |          | Gastrol  | Gastrol  |          | Gastrol  | Hoofdrol |          |          |          |          |
| Joe Manganiello                                    | Alcide Herveaux          |          |          | Gastrol  | Hoofdrol | Hoofdrol | Hoofdrol | Hoofdrol |          |          |          |          |
| Janina Gavankar                                    | Luna Garza               |          |          |          | Hoofdrol | Hoofdrol | Gastrol  |          |          |          |          |          |
| Fiona Shaw                                         | Marnie Stonebrook        |          |          |          | Hoofdrol |          |          |          |          |          |          |          |
| Scott Foley                                        | Patrick Devins           |          |          |          | Gastrol  | Hoofdrol |          |          |          |          |          |          |
| Christopher Meloni                                 | Roman Zimojic            |          |          |          |          | Hoofdrol |          |          |          |          |          |          |
| Valentina Cervi                                    | Salome Agrippa           |          |          |          |          | Hoofdrol |          |          |          |          |          |          |
| Lucy Griffiths                                     | Nora Gainesborough       |          |          |          |          | Hoofdrol | Hoofdrol |          |          |          |          |          |
| Aaron Christian Howles                             | Rocky Cleary             |          |          |          |          | Gastrol  | Gastrol  | Hoofdrol |          |          |          |          |
| Noah Matthews                                      | Wade Cleary              |          |          |          |          | Gastrol  | Gastrol  | Hoofdrol |          |          |          |          |
| Kelly Overton                                      | Rikki Naylor             |          |          |          |          | Gastrol  | Hoofdrol |          |          |          |          |          |
| Robert Patrick                                     | Jackson Herveaux         |          |          |          |          | Gastrol  | Hoofdrol | Gastrol  |          |          |          |          |
| Rutger Hauer                                       | Niall Brigant            |          |          |          |          |          | Hoofdrol | Gastrol  |          |          |          |          |
| Arliss Howard                                      | Truman Burrell           |          |          |          |          |          | Hoofdrol |          |          |          |          |          |
| Robert Kazinsky                                    | Macklyn Warlow           |          |          |          |          |          | Hoofdrol |          |          |          |          |          |
| Jurnee Smollett-Bell                               | Nicole Wright            |          |          |          |          |          | Hoofdrol | Hoofdrol | Hoofdrol | Hoofdrol | Hoofdrol | Hoofdrol |
| Amelia Rose Blaire                                 | Willa Burrell            |          |          |          |          |          | Gastrol  | Hoofdrol |          |          |          |          |
| Luke Grimes (seizoen 6) Nathan Parsons (seizoen 7) | James Kent               |          |          |          |          |          | Gastrol  | Hoofdrol |          |          |          |          |
| Bailey Noble                                       | Adilyn Bellefleur        |          |          |          |          |          | Gastrol  | Hoofdrol |          |          |          |          |
| Karolina Wydra                                     | Violet Mazurski          |          |          |          |          |          | Gastrol  | Hoofdrol |          |          |          |          |